# Ciao
A palavra ciao (AFI: [/tʃao/], aportuguesada para "tchau" ou "xau", é uma saudação informal italiana.
Originalmente do dialeto veneziano (com o significado de Escravo, pela corruptela da palavra latina sclavus como s'ciào), saudar com ciao significava dizer "sou seu escravo", correspondendo à saudação italiana "servo vostro" e à portuguesa "seu criado”, fórmulas caídas em desuso, significando estou ao seu inteiro dispor.
Esta saudação foi adotada em italiano para posteriormente ser emprestada ao vocabulário de muitas línguas, como o português, o castelhano e o inglês, significando, todavia, apenas até logo.
É usada em Portugal e no Brasil, desde longa data, devido à influência da imigração italiana.

## Em outras línguas
Com as imigrações dos Italianos em algumas partes do mundo, a palavra ciao entrou nas gírias de outras línguas. A palavra se difundiu pelo mundo através das migrações dos italianos, e também entrou como uma saudação informal no léxico de diversos outros idiomas, quase sempre unicamente como despedida. Para as traduções de ciao em outras línguas, consulte-se o Wikcionário.
- Bosníaco: ćao[2]
- Búlgaro: чао (čao, mais usado na despedida)
- Esloveno: čau (nos encontres quanto nas depedidas)
- Espanhol, sobretudo na America Latina: chau o chao
- Esperanto: ĉaŭ (mais usado na despedida)
- Estoniano: tšau (na chegada como na despedida)
- Francês: ciao ou tchao (na despedida, excepto na Suíça onde tem as duas acepções).
- Interlingua: ciao (na despedida)
- Letão: čau
- Lituano: čiau (mais usado na despedida)
- Dialeto lombardo ciao [tʃaw] (na chegada como na despedida);
- Macedônio: чао (čao, na despedida)
- Maltês: ċaw (na despedida); também ċaw ċaw
- Romeno: ciao
- Russo: чао (čao, na despedida); usa-se tambèm para brincar чао-какао
- Tcheco: čau[3]
- Turco: çav (na depedida)[4]
- Vietnamita: chào (seja nos encontros quanto nas despedidas).[5]